# Encapillados
Se llamó encapillados a unos fanáticos que hicieron una especie de cisma civil y religioso separándose de todos los demás hombres y tomaron por signo particular una cogulla blanca de cuyo extremo pendía una hojita de plomo. Esta secta se manifestó el año 1186.
En aquel siglo se vio al sacerdocio y al imperio discordes, a la iglesia de Roma dividida por cismas y a los papas elegidos por partidos contrarios excomulgándose recíprocamente y excomulgando a los reyes y naciones que seguían otra obediencia. Prevalido de este estado de turbación un leñador francés empezó a publicar que se le habla aparecido la Virgen y le habla dado su imagen y la de su hijo con esta inscripción: Cordero de Dios, que quitas los pecados del mundo, danos la paz. Añadía que la Virgen le había mandado llevar aquella imagen al obispo del Puy para que predicase que los que quisieran procurar la paz a la iglesia, formasen una confederación o sociedad, cuyo distintivo había de consistir en dicha imagen y una capilla blanca como símbolo de la paz y de su inocencia. La Virgen mandaba además que los asociados se obligasen conjuramento a conservar una paz inalterable entre sí y hacer la guerra a los enemigos de ella.
No tardó el leñador en tener socios: algunos obispos y otros sujetos de todos los estados y condiciones tomaron la capilla blanca y formaron una sociedad, cuyos miembros se hallaban estrechamente unidos entre sí y estaban separados de todos los demás. Los encapillados se hallaban como en estado de guerra con los que no eran de su gremio y creían tener derecho a tomar de ellos todo lo que necesitaran. La secta progresó mucho en Borgoña y el Berry, pero los obispos y señores levantaron tropas y la disiparon en poco tiempo.